# Люби меня нежно
«Люби меня нежно» (англ. Love Me Tender) — чёрно-белый художественный фильм режиссёра Роберта Уэбба. Первоначальное рабочее название киноленты — «Братья Рено». Фильм выпущен кинокомпанией «20th Century Fox» 15 ноября 1956 года и назван именем известной баллады «Love Me Tender». Фильм снят в жанре вестерна, представляет актёрский дебют в полнометражном кино известного музыканта и актёра Элвиса Пресли.
Слоган фильма: «Ты нежно полюбишь его в истории, для которой он был рождён!» (англ. You’ll Love Him Tender in the Story He Was Born to Play!)

## Сюжет
Клинт Рено (Пресли), оставшийся дома во время Гражданской войны между Севером и Югом, пока его братья пошли на войну, отбивает девушку у своего старшего брата Вэнса (Эган) и женится на ней. Незадолго до этого, семье Рено по ошибке сообщают, что один из братьев, Вэнс, был убит на поле битвы. Когда Вэнс неожиданно возвращается домой живым и невредимым он узнаёт, что его старая подруга, Кэти (Дебра Пейджит), вышла замуж за Клинта. Хотя Вэнс воспринимает это известие почти спокойно, в отношениях семьи происходят серьёзные перемены, и теперь каждый должен преодолеть скрытые семейные разногласия. В это же время Вэнс, как солдат Конфедеративных Штатов Америки, становится вовлечён в нападение на поезд, где он крадёт деньги Федерального правительства. Вэнсу грозит злоупотребление служебным положением в то время, когда он пытается возвратить деньги против желания своих союзников.
Фильм завершается трагическим финалом с перестрелкой между двумя родными братьями Рено, исходом которой становится убийство Клинта.

## В ролях
- Элвис Пресли — Клинт Рино
- Ричард Эган — Вэнс Рино
- Дебра Пейджит — Кэти Рино
- Роберт Мидлтон — Мистер Сиринго
- Уильям Кэмпбелл — Бретт Рино
- Нэвилл Брэнд — Майк Гэвин
- Милдред Даннок — Марта Рино
- Брюс Беннетт — майор Кинкейд
- Русс Конвей — Эд Гэлт
- Барри Коу — Девис
- Хейни Конклин — пассажир поезда (в титрах не указан)

## Факты
- Дебют в кино актёра и музыканта Элвиса Пресли
- Этот фильм находился в десятке лучших массовых фильмов 1956 года (позиция #8)
- В первый же день Элвис поразил режиссёра Роберта Уэбба тем, что выучил наизусть весь сценарий, вплоть до авторских ремарок[1].
- Первоначально в фильме не предполагалось никаких песен, но почуяв невиданный коммерческий успех, менеджер певца Том Паркер поспешил ввести четыре музыкальных эпизода — как неизменно поступал и дальше[1].
- Выйдя на экраны, его дебютный фильм установил кассовый рекорд, разделив его лишь с «Гигантом»,одним из самых удачных фильмов студии Warner Brothers[1].
- На съемках этого фильма протекал «мотоциклетный роман» Элвиса и юной Натали Вуд — будущей «звезды» из «Вестсайдской истории»[1].
- Известен наиболее реалистичный фильм, повествующий историю о жизни братьев Рено — «Гнев на рассвете» (1955) с участием Рэндольфа Скотта. Фильм был выпущен на экраны кинокомпанией «RKO Pictures» годом ранее.
- Мать Элвиса Пресли, Глэдис, была столь расстроена трагической концовкой фильма, что Элвис признался своему менеджеру полковнику Тому Паркеру, что больше никогда не хотел бы быть убитым в своих фильмах. Подобного трагического финала в фильмах с участием Пресли в его фильмографии неизвестно.

## Даты премьер
Даты приведены в соответствии с данными kinopoisk.ru.
- США — 15 ноября 1956
- ФРГ — 1 февраля 1957
- Норвегия — 25 февраля 1957
- Швеция — 11 марта 1957
- Финляндия — 10 мая 1957
- Дания — 5 сентября 1958
- Финляндия — 11 июля 1969 (переиздание)
- Великобритания — 23 апреля 2007 (премьера на DVD)

## Саундтрек
см. Love Me Tender

## Рецензии
- Рецензия (англ.) Джанет Брэнеген на сайте apolloguide.com
- Рецензия (англ.) Бретта Куллума на сайте dvdverdict.com, 30 марта 2006
- Рецензия (англ.) Марка Зиммера на сайте digitallyobsessed.com, 18 августа 2002